# 샤하브 호세이니
샤하브 호세이니(페르시아어: شهاب حسینی. 영어: Shahab Hosseini, 1974년 2월 3일 ~ )는 이란의 배우, 영화 감독이다. 베를린 국제 영화제 "분리"남우주 연상, 칸 영화제 "셀러"남우주 연상을 수상했다.

## 작품 목록
- 어바웃 엘리
- 씨민과 나데르의 별거
- 세일즈맨
- 파이널스
- 웬즈데이
- 고람
- 더 나이트 - 바박 역